# Lipnica (powiat szamotulski)
Lipnica – wieś w Polsce, położona w województwie wielkopolskim, w powiecie szamotulskim, w gminie Szamotuły, na południowo-wschodnim skraju kompleksu leśnego. 
W latach 1975–1998 wieś należała administracyjnie do województwa poznańskiego. 
W 2011 w Lipnicy mieszkało 629 osób.
Przez wieś przebiega droga wojewódzka nr 306 ze Stęszewa, która łączy się z drogą wojewódzką nr 187.

## Integralne części wsi
| SIMC    | Nazwa          | Rodzaj    |
| ------- | -------------- | --------- |
| 0595855 | Bociany        | część wsi |
| 0595861 | Lipnickie Huby | część wsi |

## Historia
Miejscowość pierwotnie była związana z Wielkopolską. Istnieje co najmniej od początku XIII wieku i ma średniowieczną metrykę. Po raz pierwszy miejscowość odnotowana została w łacińskim dokumencie z 1218 gdzie zapisano ją pod nazwą "Lipniza", 1412 "Lypnicza", 1413 (według kopii z 1455) "Lipnica", 1416 "Lipnicza", 1424 "Lipnycza", 1424 "Lypnycza".
Początkowo wieś była własnością książęcą, a później kościelną należącą do zakonu joannitów i następnie szlachecką należącą do wielkopolskiej szlachty z rodu Lipnickich, którzy od nazwy wsi przyjęli odmiejscowe nazwisko, a później także Golęczewskich, Jaskóleckich. W 1463 leżała w powiecie poznańskim województwa poznańskiego w Koronie Królestwa Polskiego. W 1510 należała do parafii Otorowo.
Polski historyk Jan Długosz pod datą 1170 odnotował wieś w swoich Rocznikach czyli kronikach sławnego Królestwa Polskiego. W 1187 książę wielkopolski Mieszko III Stary, na prośbę Benedykta biskupa poznańskiego, nadał joannitom poznańskim ze św. Jana koło Poznania ufundowany przez siebie w 1170, za radą Radwana biskupa poznańskiego, szpital św. Michała w późniejszej osadzie Święty Jan wraz z wsiami książęcymi, a wśród nich m.in. Lipnicę. Biskup Radwan nadał szpitalowi dziesięcinę stołu biskupiego z tych wsi, w tym z Lipnicy. W 1218 Paweł biskup poznański potwierdził nadania swych poprzedników biskupów Radwana, Benedykta oraz Arnolda na rzecz poznańskiego domu joannitów, w tym m.in. dziesięciny oraz przypisańców z Lipnicy. W 1225 książę wielkopolski Władysław III Laskonogi potwierdził joannitom poznańskim nadanie swojego ojca Mieszka III Starego, a w tym m.in. wsi Lipnica z przypisańcami oraz nadał im immunitet ekononomiczny i sądowy.
W latach 1387-1407 właścicielem we wsi był Tomasz Lipnicki alias Kozielski ponieważ w latach 1387-1407 posiadał również majątek w Koźlu. Toczył on procesy sądowe: w 1397 z Elżbietą z Krzestkowic, w latach 1393-1394 i 1400 z Janem Jaromirskim o posag 100 grzywien wniesiony przez siostrę Tomasza do Niałka Małego koło Wolsztyna. Później także on oraz jego rodzina toczyła inne procesy sądowe, które odnotowały historyczne źródła.
W latach 1424-1429 właścicielem części wsi był Paweł, Paszek Lipnicki pochodzący z Pierska, brat Gniewomira oraz Jana Tarnki z Grodziszczka koło Buku, który od nazwy Lipnicy przyjął też odmiejscowe nazwisko. W 1424 toczył on spór z Małgorzatą z Lipnicy. W sądzie za Małgorzatę występił jej syn Sędziwój. W 1424 temuż Pawłowi z Pietrska sąd ziemski przysądził prawo do 2,5 łana oraz ogrodu w Lipnicy, tj. do tej części wsi, którą kupił od swego stryja pod warunkiem, że Paweł zapłaci Mikołajowi, Wincentemu i Sędziwojowi z Lipnicy 40 grzywien groszy praskich w ciągu 14 dni.
W 1463 Stanisław Rudzki z Rudek, Szczepów oraz z Lipnicy zapisał swojej żonie Małgorzacie po 100 kóp groszy posagu oraz wiana na połowie Lipnicy. W drugiej połowie XV wieku dziedzicem wsi był Piotr Kozłowski z Kozłowa alias Lipnicki. W 1472 kupił od Wincentego, Piotra i Jadwigi niegdyś dziedziców w Kozłowie oraz od innych włascicieli 1/4 części Lipnicy za 80 grzywien szer. półgroszy. Zapisał także swojej żonie Annie córce zmarłego Jana z Góry koło Szamotuł po 50 kóp groszy posagu oraz wiana na połowie swej połowy dóbr dziedzicznych w Lipnicy.
Na przełomie XV-XVI wieku dziedzicami Lipnicy było rodzeństwo Jan I Lipnicki oraz Małgorzata Lipnicka córka zmarłej Małgorzaty Kosickiej. W 1487 Jan Lipnicki zapłacił dwukrotnie po 8 skudów kary, ponieważ nie stanął w sądzie pozwany przez Jana Dąbrowskiego oraz kmieci lipnickich. W 1489 Jan Lipnicki zapisał swojej żonie Katarzynie po 100 kóp groszy posagu oraz wiana na połowie wsi Lipnica oraz na części w Rudkach. Pod koniec XV wieku Jan I Lipnicki odnotowany został w kilku majątkowych procesach sadowych. W 1500 Janowi Lipnickiemu poręczył Wojciech Otorowski za Małgorzatą Lipnicką alias Otorowską swą żonę. Małgorzata skwitowała wówczas swego brata rodzonego Jana I Lipnickiego z dóbr po ojcu i matce, które miała w Lipnicy. W 1503 Jan Lipnicki sprzedał z zastrzeżeniem prawa wykupu Wojciechowi Otorowskiemu połowę wsi Szczepy i połowę łanów w Rudkach za 60 złotych węgierskich. W 1522 Katarzyna Lipnicka wdowa po Janie Lipnickim zrezygnowała na rzecz swojej córki Anny Lipnickiej ze 100 złotych węgierskich swojego posagu, który posiadała na połowie Lipnicy oraz okazała sądowi dokumenty swej oprawy.
W połowie XVI wieku miejscowość odziedziczyły dzieci Stanisława Lipnickiego, syna Jana I Lipnickiego, i Zofii Buszewskiej: Stanisław, Jan, Wojciech oraz Jadwiga Lipniccy. W 1574 Wojciech Lipnicki zapisał swojej żonie Zofii, córce Jana Sułockicgo, po 700 złotych posagu oraz wiana na wsiach Lipnica, Rudki oraz na opustoszałych Szczepach. W 1576 zapisał jej na połowie swych części w Lipnicy. W 1575 Dorota, córka zmarłego Wincentego Lipnickiego, zobowiązała się sprzedać swemu bratu stryjecznemu Wojciechowi Lipnickiemu swe części we wsi, a w 1580 swe części w Lipnicy, Rudkach i Szczepach. W 1582 Wojciech Lipnicki sprzedał Melchiorowi Jaskóleckiemu swoje części w Lipnicy.
Miejscowość odnotowały także historyczne rejestry podatkowe dzięki, którym znamy stosunki własnościowe we wsi. W 1508 odnotowany został pobór podatków od 4 łanów oraz 6 groszy od wiejskiej karczmy. W 1510 we wsi było 7 łanów osiadłych oraz 3 łany opuszczone. W 1553 Dorota Jaskólecka zapłaciła pobór podatkowy od 3 łanów jakie posiadałe we wsi. W 1563 miał miejsce pobór od 3 łanów oraz od karczmy dorocznej. W 1580 Melchior Jaskólecki zapłacił od 3 łanów, 4 zagrodników, dwoch komorników oraz połowy karczmy dorocznej. Wojciech Lipnicki zapłacił od 3,5 łana oraz jednego zagrodnika. W 1583 pobór ze wsi zapłacili Melchior Jaskólecki, Stanisław Kurnatowski oraz Wojciech Lipnicki.
Wieś szlachecka położona była w 1580 roku w powiecie poznańskim województwa poznańskiego w Rzeczypospolitej Obojga Narodów. Wskutek II rozbioru Polski w 1793, miejscowość przeszła pod władanie Prus i jak cała Wielkopolska znalazła się w zaborze pruskim.. 
Na początku XIX wieku wieś kupił kpt. Jan Mielżyński, bohater bitwy pod Grochowem. Pod koniec XIX wieku Lipnica wchodziła w skład powiatu szamotulskiego i liczyła 17 domostw i 219 mieszkańców, z wyjątkiem 7 wszyscy byli wyznania katolickiego. Majątek Lipnica, wtedy własność Mierzyńskich (?) obejmował wieś i folwark Pólko, razem 13 domostw i 188 mieszkańców.
We wsi urodziła się działaczka oświatowa, Waleria Puffke.

## Zabytki
Ochronie podlega zabytkowy zespół dworski, w którego skład wchodzą:
- późnobarokowy dwór z II poł. XVIII wieku[15], od 1929 zaadaptowany na potrzeby urszulanek[10]
- park krajobrazowy o pow. 11 ha[15] z przełomu XVIII i XIX wieku
- oficyna z XIX wieku
- domek ogrodnika, budynek gospodarczy i ogrodzenie z bramą z IV ćwierci XIX wieku

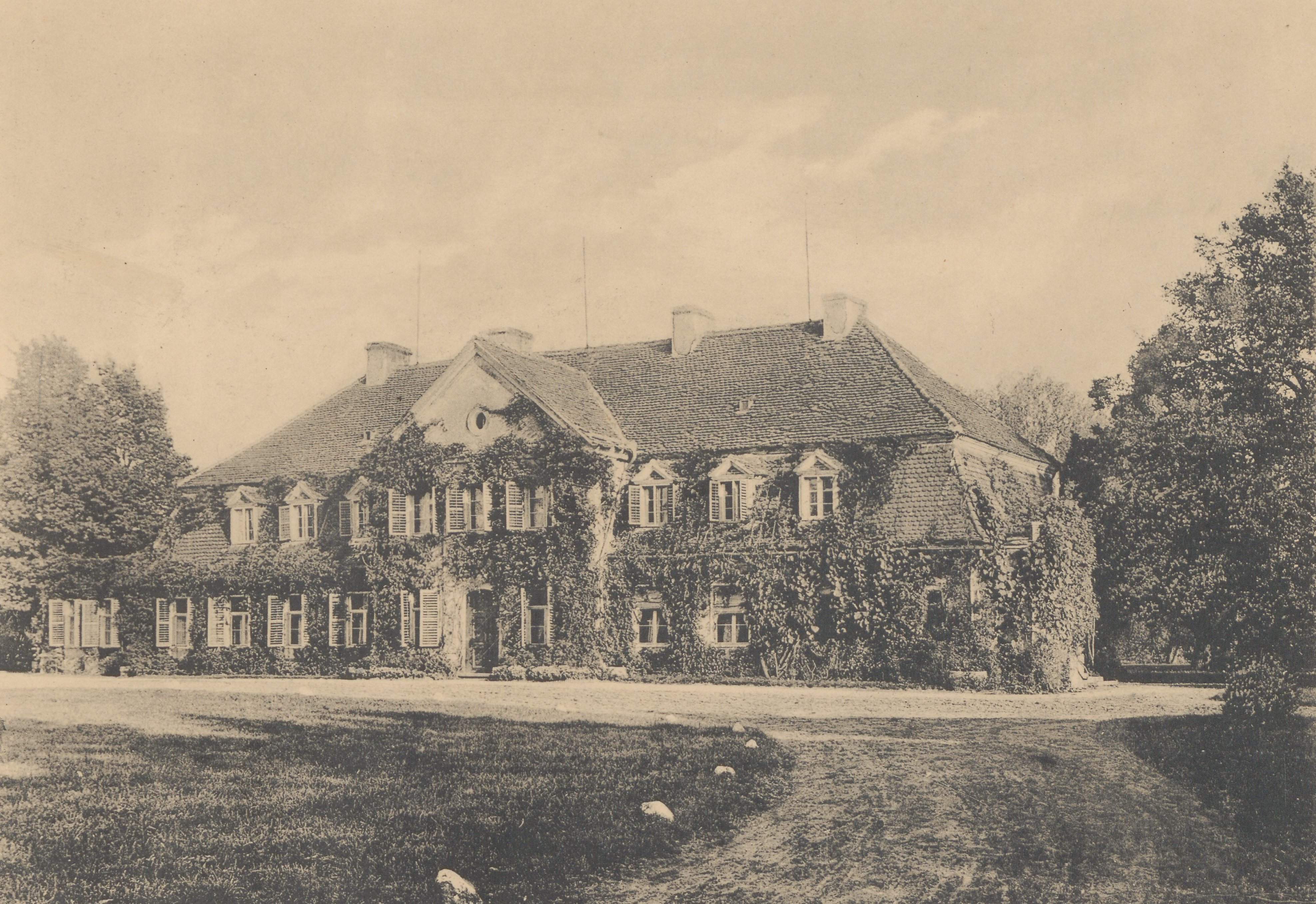
Widok dworu przed 1912